# Жихарєв Павло Григорович
Павло́ Григо́рович Жи́харєв — професор, ректор Київського інституту механізації і електрифікації сільського господарства, Київського сільськогосподарського інституту (нині — у складі НУБіП України), Київського індустріального інституту (нині — НТУУ «КПІ») у 1934—1937 роках. Жертва репресій.

## Загальні відомості
Павло Григорович Жихарєв відомий як професор і один з ректорів Київського індустріального інституту в період з грудня 1936 року до серпня 1937 року.
До призначення на посаду ректора Київського індустріального інституту був ректором Київського інституту механізації і електрифікації сільського господарства та Київського сільськогосподарського інституту (1934—1937 роки).
9 серпня 1937 року був усунутий з посади ректора Київського індустріального інституту за звинуваченням «у потуранні агентам фашизму». Загальні збори парторганізації інституту виключили його з лав партії.
Про подальшу його долю відомостей поки що не знайдено.